# 張福 (正德進士)
张福（1466年—？年），字百順，浙江宁波府慈溪縣人，民籍。

## 生平
治《詩經》，行一，由國子生中式弘治甲子科（1504年）浙江鄉試第五十六名舉人，年四十三歲中式正德三年（1508年）戊辰科會試第七十名，第二甲第七十六名進士。

## 家族
曾祖张忻。祖张璇。父张桢。母桂氏。重庆下，弟禄；袨、祥、禋。